# Belinda Rodik
Belinda Rodik (* 1969 in Oberösterreich) ist eine österreichische Journalistin und Schriftstellerin.
Ihre ersten Schreibversuche stammen noch aus ihrer Jugend. Nach Absolvierung ihrer Schulzeit arbeitete sie einige Zeit in der Redaktion einer Zeitung. Später widmete sie sich nur noch ihrem eigenen literarischem Œuvre. Derzeit (2010) lebt Rodik als freie Schriftstellerin in Gütersloh. Neben einigen Veröffentlichungen zum Thema Tarot, veröffentlichte Rodik auch einige Kinder- und Jugendbücher; letztere meist unter dem Pseudonym Bellinda.

## Werke (Auswahl)
für Erwachsene
- Benvenuto Cellini. Roman. Dtv, München 2005, ISBN 3-423-24472-0.
  - Benvenuto Cellini. Hörbuch. Radioropa-Hörbuch, Daun 2006, ISBN 3-86667-086-9 (11 CDs, gelesen von Alexander Bandilla).
- Der letzte Troubadour. Roman. Dtv, München 2004, ISBN 3-423-24433-X.
- Trimalchios Fest. Historischer Roman. Bastei-Lübbe, Bergisch Gladbach 2002, ISBN 3-404-14824-X (der Titel spielt auf Petrons Das Gastmahl des Trimalchio an).
- Der Triumph der Visconti. Roman. Lübbe Verlag, Bergisch Gladbach 2003, ISBN 3-7857-2114-5.
- Tarot-Lexikon. Grundbegriffe und Schlüsselworte zu Symbolik und Deutung. Schirmer, Darmstadt 2008, ISBN 978-3-89767-612-1.

für Kinder
- Schmökerzwerge: Detektivgeschichten (zusammen mit Petra Balzer). gondolino, Bindlach 2004, ISBN 3-8112-2517-0.
- Der Drache von Köln. Emons Verlag, Köln 2001, ISBN 3-89705-165-6.
- Meine ersten Hexengeschichten. Gondrom, Bindlach 2001, ISBN 3-8112-1941-3.